# Чувство
Чувството е понятие от психологията и е форма на отразяване на отношението на отделния индивид към околната среда – обекти или субекти. То може да бъде положително (като обич, любов), отрицателно (като омраза, ненавист) или безразлично (безразличие). За разлика от емоциите, чувствата са по-дълготрайни и по-устойчиви. Много от чувствата са обусловени генетически, но се формират и в обществото и играят огромна роля за поведението на човека. В преносен смисъл изразяват наличието на силна емоционалност.
Чувства се наричат процесите на вътрешно регулиране дейността на човека, които отразяват смисъла, който имат за него реални или абстрактни, конкретни или обобщени обекти или иначе казано, отношението на субекта към тях. Чувствата задължително имат осъзната компонента – субективно преживяване. Въпреки че чувствата са по своята същност специфично обобщение на емоциите, те се отделят като самостоятелно понятие, тъй като притежават особености, неприсъщи на емоциите сами по себе си. Понятието емоция се използва като синоним на чувство в ежедневието, но от гледна точка на психологията се различава от него.
Чувствата отразяват не обективна, а субективна, като правило несъзнателна оценка на обекта. Възникването и развитието на чувствата изразява формирането на устойчиви емоционални отношения (иначе казано „емоционална константа“) и се основават на опита на взаимодействие с обекта. Във връзка с това, че този опит може да е противоречив (да има както позитивни така и негативни епизоди), чувствата по отношение на повечето обекти по-често са амбивалентни.
Чувствата могат да имат различна степен на конкретност – от непосредствени чувства към реалния обект, до чувства отнасящи се към социални ценности и идеали. Тези различни нива са свързани с различни по форма обобщения на обекта на чувствата.
Съществена роля при формирането и развитието на едни от най-обобщените чувства имат социалните институции, социалната символика, поддържаща тяхната устойчивост, някои обреди и социални дейности. Както емоциите, така и чувствата се развиват, макар че имат биологично детерминирани основания, те са продукт от живота на човека в обществото, общуването и възпитанието.
За разлика от емоциите и настроенията, чувствата имат изразена обектна свързаност: те възникват по отношение на някого или нещо, а не към ситуацията като цяло. „Аз се възхищавам на този човек“ – това е чувство, а „Възхитен съм“ – емоция. Във връзка с това чувствата за разлика от емоциите и настроенията могат да бъдат амбивалентни.
Под преживяване се подразбира изключително субективно-психологическата страна на емоционалните процеси, без да се включват физиологичните компоненти.
Усещане наричат психичното отражение на свойствата и състоянията на външната среда възникващи при непосредствено въздействие върху органите на чувствата.